# 瓦蒂尼
瓦蒂尼（法語：Wattignies，法語發音：[watiɲi]）是法国上法蘭西大區北部省的一个市镇，位于该省中部，省会里尔市区以南，属于里尔区和里尔欧洲都会区。

## 地理
瓦蒂尼（50°35'6"N, 3°2'35"E）面积6.31 平方千米，位于法国上法蘭西大區北部省，该省份为法国最北部的省份及最长的省份，西北濒北海，西接加来海峡省，南至埃纳省和索姆省，东与比利时接壤。
与瓦蒂尼接壤的市镇（或旧市镇、城区）包括：埃姆兰、法什-蒂梅尼勒、里尔、洛斯、努瓦耶勒莱瑟克兰、瑟克兰、唐普勒马尔。
瓦蒂尼的时区为UTC+01:00、UTC+02:00（夏令时）。

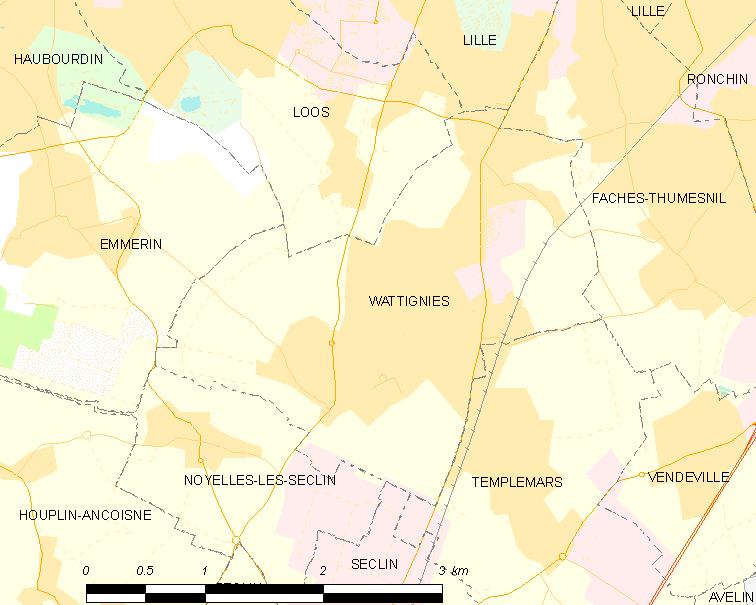
瓦蒂尼的OSM定位图

## 行政
瓦蒂尼的邮政编码为59139，INSEE市镇编码为59648。

## 政治
瓦蒂尼所属的省级选区为法什-蒂梅尼勒县。

## 人口

1962-2008年间瓦蒂尼人口变化图示

瓦蒂尼于2022年1月1日时的人口数量为15756人。